# Answer to the Master
Answer to the Master es el tercer álbum de estudio de la banda de heavy metal estadounidense Impellitteri.

## Lista de canciones
Música compuesta por Chris Impellitteri. Letras compuestas por Rob Rock; canciones 4, 6 y 9 por Rob Rock/Chris Impellitteri
1. The Future is Black - 3:42
2. Fly Away - 4:03
3. Warrior - 4:04
4. I'll Wait - 5:09
5. Hold The Line - 4:01
6. Something's Wrong With the World Today - 3:44
7. Answer to the Master - 3:25
8. Hungry Days - 3:10
9. The King is Rising -  3:33

## Personal
- Chris Impellitteri - guitarra
- James Amelio Pulli - bajo
- Chuck Wright - bajo
- Ken Mary - batería
- Rob Rock - voz

- Datos: Q4770820